# 원평항
원평항(元平港, Wonpyeong Fishing Port)은 전라남도 신안군 비금면 신원리에 있는 어항이다. 1971년 12월 21일 국가어항으로 지정되었으며, 관리청은 해양수산부 서해어업관리단, 시설관리자는 신안군수이다.

## 연혁
- 원평항이 속한 비금면은 섬 전체의 형세가 날아가는 새의 형국이라 하여 날비(飛), 새금(禽), 섬도(島)자를 써서 '비금도'라 불렸다.
- 원평항은 항의 북쪽에 우세도가 있어 계절풍의 영향이 적은 지역적 특성이 있는 국가어항으로 1971년 기본시설에 대한 계획을 수립한 후 1986년 기본시설을 완공했다.[1]

## 어항구역
본 항의 어항구역은 다음과 같다.
- 수역: 소섬 북측 돌출부 선단에서 정북으로 300m지점과 이점에서 정동으로 1,700m 지점, 이점에서 정남 육지부와 연결한 선을 따라 형성된 공유수면[2]
- 육역: 전라남도 신안군 비금면 신원리 570-1 외 11필지(상세내역은 생략)[3]